# Europese kampioenschappen synchroonzwemmen
De Europese kampioenschappen synchroonzwemmen worden sinds 1974 georganiseerd door European Aquatics (voorheen LEN) en vinden doorgaans elke twee jaar plaats als onderdeel van de Europese kampioenschappen zwemsporten. Een aantal edities is los van de Europese kampioenschappen zwemsporten gehouden, zoals die van 2012 in Eindhoven en 2025 in Funchal.

## Edities
| #  | Editie           | Land                     | Onderdelen |
| -- | ---------------- | ------------------------ | ---------- |
| 1  | Wenen 1974       | Oostenrijk               | 3          |
| 2  | Jönköping 1977   | Zweden                   | 3          |
| 3  | Split 1981       | Joegoslavië              | 3          |
| 4  | Rome 1983        | Italië                   | 3          |
| 5  | Sofia 1985       | Bulgarije                | 3          |
| 6  | Straatsburg 1987 | Frankrijk                | 3          |
| 7  | Bonn 1989        | Bondsrepubliek Duitsland | 3          |
| 8  | Athene 1991      | Griekenland              | 3          |
| 9  | Sheffield 1993   | Verenigd Koninkrijk      | 3          |
| 10 | Wenen 1995       | Oostenrijk               | 3          |
| 11 | Sevilla 1997     | Spanje                   | 3          |
| 12 | Istanboel 1999   | Turkije                  | 3          |
| 13 | Helsinki 2000    | Finland                  | 3          |
| 14 | Berlijn 2002     | Duitsland                | 3          |
| 15 | Madrid 2004      | Spanje                   | 4          |
| 16 | Boedapest 2006   | Hongarije                | 4          |
| 17 | Eindhoven 2008   | Nederland                | 4          |
| 18 | Boedapest 2010   | Hongarije                | 4          |
| 19 | Eindhoven 2012   | Nederland                | 4          |
| 20 | Berlijn 2014     | Duitsland                | 4          |
| 21 | Londen 2016      | Verenigd Koninkrijk      | 9          |
| 22 | Glasgow 2018     | Verenigd Koninkrijk      | 9          |
| 23 | Boedapest 2020   | Hongarije                | 9          |
| 24 | Rome 2022        | Italië                   | 11         |
| 25 | Belgrado 2024    | Servië                   | 11         |
| 26 | Funchal 2025     | Portugal                 | 11         |